# آرژانتین‌مرغ
آرژانتین‌مرغ (به انگلیسی: Argentavis) از پرندگان منقرض‌شده و از بزرگ‌جثه‌ترین پرندگانی بوده که تاکنون وجود داشته‌اند.
آرژانتین‌مرغ، با فاصلهٔ زیاد، بزرگ‌ترین پرنده‌ی پروازی تاریخ زمین است. این پرنده، با ۸ متر گسترهٔ بال، به رخ‌کرکسی غول‌آسا شباهت داشت و وزن یک نمونهٔ سنگواره‌ای بزرگش به ۸۰ کیلوگرم می‌رسد. آرژانتین‌مرغ، با بال‌هایی که مساحتشان تقریباً به ۷ متر مربع می‌رسید، می‌توانست بی هیچ زحمتی در آسمان آرژانتین اوج بگیرد و سوار جریان‌های هوایی گرم و بالاسو شود. گسترهٔ بال این پرنده بیش از دو برابر و وزنش پنج برابر رخ‌کرکس آند، بزرگ‌ترین پرنده‌ی پروازی امروزی، بود.
آرژانتین‌مرغ پاهایی نیرومند و پنجه‌هایی پهن داشت، بنابراین راه رفتن برایش آسان بود. نوک درازش، مانند نوک عقاب و سری قلاب‌مانند داشت؛ بنابراین می‌توانست تقریباً هر لاشه‌ای را بدرد. آرژانتین‌مرغ، کمابیش بی‌تردید، لاشه‌خوار بود و پروازکنان دنبال مردار می‌گشت. بعد فرود می‌آمد و دیگر شکارچیان بزرگ را از کنار لاشه‌ی شکارشان فراری می‌داد. این غول آسمان برای یافتن غذای کافی، باید بر فراز منطقه‌ای وسیع پرواز می‌کرد.